# Angelika Marienfeld
Angelika Marienfeld (* 13. Juli 1954 in Köln) ist eine deutsche Juristin, Verwaltungsbeamtin und Politikerin (SPD).

## Leben und Beruf
Nach dem Abitur 1974 nahm Marienfeld ein Studium der Rechtswissenschaft an der Universität zu Köln auf, das sie 1980 mit dem ersten und 1983 mit dem zweiten juristischen Staatsexamen beendete. Sie trat 1984 in die Steuerverwaltung ein, absolvierte ihre Einweisungszeit und wurde 1985 ins nordrhein-westfälische Finanzministerium abgeordnet.

## Öffentliche Ämter
Marienfeld war seit 2003 Bevollmächtigte des Landes Nordrhein-Westfalen beim Bund und wurde am 15. Oktober 2004 Chefin der Staatskanzlei in der von Ministerpräsident Peer Steinbrück geführten Landesregierung. Nach der Wahl von Jürgen Rüttgers zum Ministerpräsidenten 2005 wurde sie, obgleich SPD-Mitglied, Staatssekretärin in dem von Helmut Linssen geführten Finanzministerium des Landes Nordrhein-Westfalen. Aus diesem Amt schied sie nach Ablösung der Regierung Rüttgers durch die Regierung Kraft I im Juli 2010 aus.